# Berufspsychologischer Service der Bundesagentur für Arbeit
Der Berufspsychologische Service der Bundesagentur für Arbeit, früher Psychologischer Dienst der Bundesagentur für Arbeit, ist ein Fachdienst der Bundesagentur für Arbeit, der für die psychologische Begutachtung der Kunden der Bundesagentur für Arbeit (auf Grundlage des SGB III) sowie der Jobcenter bzw. optierenden Kommunen (auf Grundlage des SGB II) zuständig ist.
Im Berufspsychologischen Service der Bundesagentur gibt es derzeit rund 430 Stellen für Psychologen, eingeschlossen die Stellen in den Regionaldirektionen und in der Zentrale, sowie über 550 sonstige Mitarbeiter.
Derzeit wird der Berufspsychologische Service jährlich im Auftrag der Bundesagentur bei rund 250.000 Kunden tätig. Er führt hierbei unter anderem jährlich etwa 35.000 Berufswahltests durch. Die Ergebnisse dieser Tests werden den Testteilnehmern in persönlichen Gesprächen zurückgemeldet. Der Bürger kann keinen Kontakt zum Dienst herstellen.